# كويلة غراي
كويلة غراي (الاسم العلمي: Coilia grayii) (بالإنجليزية: Gray's grenadier anchovy)‏ هي نوع من الأسماك تتبع جنس الكويلة من الفصيلة البلمية.